# Klaus Schlagheck

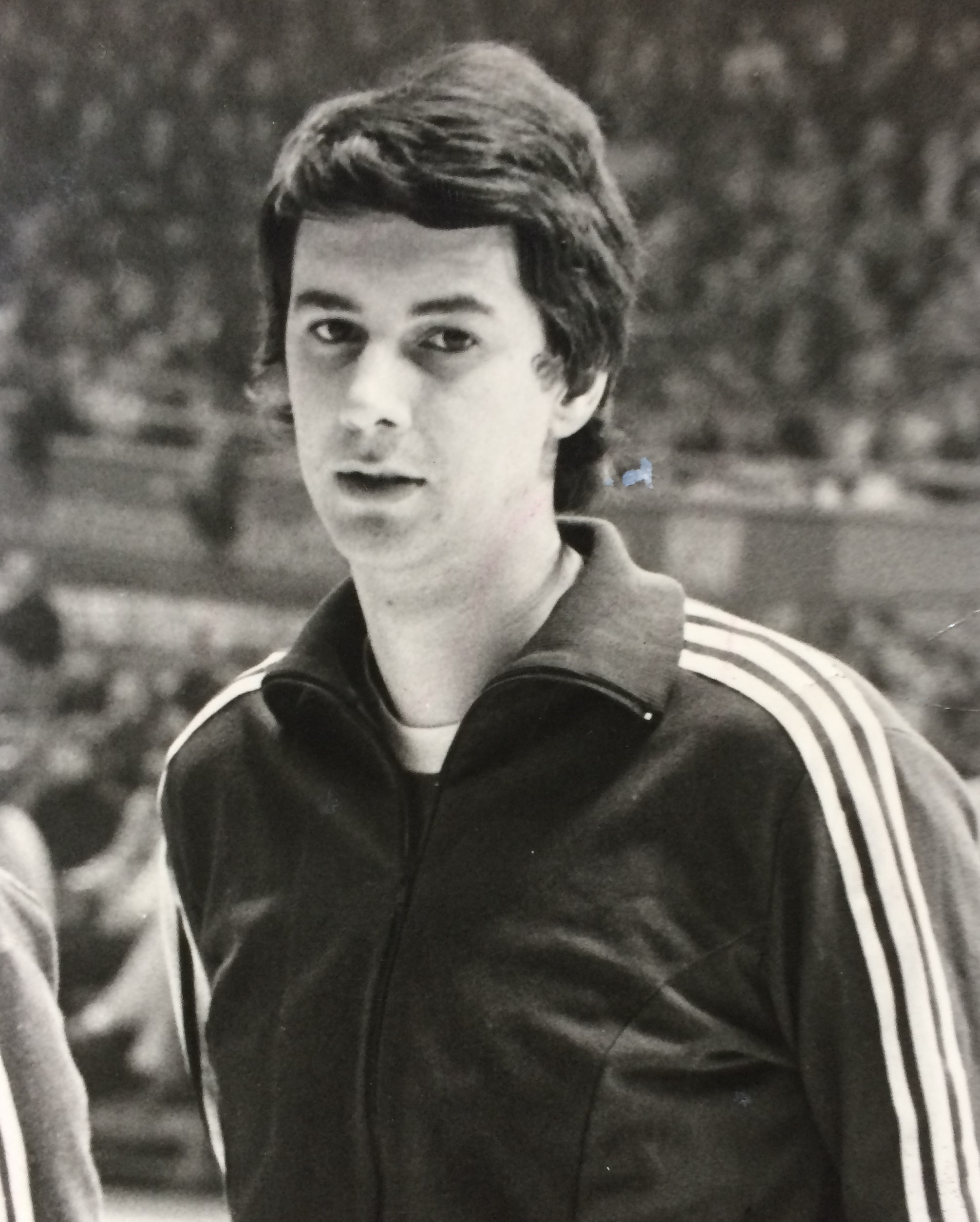
Klaus Schlagheck 1976

Klaus Schlagheck (* 26. Juni 1950 in Gummersbach) ist ein ehemaliger deutscher Handballspieler. 
Er spielte von 1971 bis 1980 für den VfL Gummersbach im rechten Rückraum. Dabei erzielte der 2,02 Meter große Linkshänder in 150 Bundesligaspielen 318 Tore. Hinzu kommen 77 Torerfolge aus 47 Europapokalspielen. Als deutscher Nationalspieler warf er in 5 Länderspielen 8 Tore.

## Erfolge
- Deutscher Meister: 1973, 1974, 1975, 1976
- Deutscher Pokalsieger: 1978, 1979
- Europapokal der Landesmeister: 1974
- Europapokal der Pokalsieger: 1978, 1979

## Auszeichnungen
- Silbernes Lorbeerblatt

| Personendaten    | Personendaten             |
| ---------------- | ------------------------- |
| NAME             | Schlagheck, Klaus         |
| KURZBESCHREIBUNG | deutscher Handballspieler |
| GEBURTSDATUM     | 26. Juni 1950             |
| GEBURTSORT       | Gummersbach               |